# Aventurile reale ale lui Jonny Quest
Aventurile reale ale lui Jonny Quest (în engleză The Real Adventures of Jonny Quest) este un serial de televiziune animat american produs de Hanna-Barbera Cartoons și difuzat pe Cartoon Network din 26 august 1996 până în 16 aprilie 1997. O continuare a serialelor Jonny Quest⁠(d) (1964) și The New Adventures of Jonny Quest⁠(d) (1986), acesta prezintă aventurile prin care trec adolescenții Jonny Quest, Hadji Singh și Jessie Bannon în timpul investigațiilor desfășurate de Dr. Benton Quest și bodyguardul său, Race Bannon. Acțiunea serialului are loc și în lumea virtuală⁠(d) QuestWorld, un domeniu cibernetic tridimensional realizat prin intermediul animației computernizate⁠(d). Conceput la începutul anilor 1990, procesul de dezvoltare al serialului a fost unul dificil și de lungă durată.
Hanna-Barbera l-a demis pe creatorul Peter Lawrence în 1996 și a angajat noi producători pentru a încheia serialul. John Eng și Cosmo Anzilotti au finalizat proiectul lui Lawrence; David Lipman, Davis Doi⁠(d) și Larry Houston au scris episoade noi cu personaje al căror design este asemănător celui din serialul clasic. Cele două echipe au produs în total cinzeci și două de episoade; în timp ce echipa lui Lawrence a dezvoltat povești misterioase, scriitorii ulteriori au utilizat elemente științifico-fantastice și paranormale în episoadele lor. Compania Turner Entertainment⁠(d) a inițiat o campanie de marketing prin care a promovat masiv desenul animat. Aventurile reale ale lui Jonny Quest a debutat pe Cartoon Network, TBS⁠(d) și TNT, fiind difuzat de douăzeci și una de ori pe săptămână.
Aventurile reale ale lui Jonny Quest a avut ratinguri mici pe categoriile demografice țintite, iar vânzările produselor oficiale au fost slabe. Turner Home Entertainment și Warner Home Video au lansat opt casete VHS și două laser discs⁠(d). Serialul au fost redifuzat pe Toonami, CNX⁠(d) și în alte rețele Turner. Toate cele 52 de episoade sunt disponibile pe DVD și pentru achiziție în iTunes Store.

## Dezvoltare
La începutul anilor 1990, după achiziționarea studioului de animație de către Turner Entertainment Co., Hanna-Barbera a creat Aventurile reale ale lui Jonny Quest. Compania planifica să valorifice personaje clasice și să creeze noi francize pentru micile ecrane. Turner a primit numeroase e-mailuri și apeluri telefonice din partea fanilor despre Jonny Quest; de asemenea, a observat ratingurile-Q⁠(d) foarte ridicate ale serialului. Primul serial de animație cu Jonny Quest a fost cel mai popular serial din categoria „acțiune-aventură” al Hanna-Barbera și niciun alt proiect animat contemporan nu prezenta în mod autentic copii care participă la diverse aventuri. Având binecuvântările lui William Hanna și Joseph Barbera, compania a plănuit dezvoltarea unui serial, a unui lungmetraj și a două filme de televiziune - Jonny's Golden Quest⁠(d) și Jonny Quest vs. The Cyber Insects⁠(d). Proiectul urma să fie cea mai însemnată inițiativă a companiei de la achiziția H-B. Președintele Turner Home Entertainment, Philip Kent, a declarat că Jonny Quest este „o mină de aur”, iar compania a considerat că Aventurile reale ale lui Jonny Quest reprezintă cheia renașterii francizei. Serialul, lungmetrajul și relansarea unor episoade din emisiunea clasică pe VHS urmau să stea la baza unei campanii intense de marketing intitulate „Year of Jonny Quest ”. Amânat până în 1996, proiectul călca pe urmele campaniilor „Year of the Flintstones” din 1994 și „Year of Yogi Bear⁠(d) ” din 1995. Producția serialului a început în 1993. Turner a angajat o echipă condusă de regizorul Dick Sebast⁠(d), scriitorul Peter Lawrence⁠(d) și directorul artistic Takashi Masunaga.
Președintele Hanna-Barbera, Fred Seibert,⁠(d) i-a permis lui Lawrence să alcătuiască o nouă echipă pentru producție, însă a ales să păstreze membrii originali ai grupului. Interesați să dezvolte o animație cât mai realistă, Sebast și Lawrence au decis să respecte legile fizicii și să creeze reprezentări autentice ale mașinilor. Mai mult, echipa a studiat psihologia copilului pentru a garanta că acțiunile celor mici sunt veridice, iar aceștia nu vor suferi coșmaruri. Seibert a prezentat serialul ca fiind un „Singur acasă plin de aventuri” cu „teme multiculturale și high-tech” care îi va atrage pe tinerii din ziua de azi. Reprezentanții au susținut că serialul va evită „violența fără sens, șovinismul, xenofobia și lipsa de sensibilitate”. De asemenea, Turner a declarat că proiectul se adresează tuturor genurilor: „În mod tradițional, desenele animate de aventură-acțiune sunt mai populare în rândul băieților, dar în acest caz, poveștile sunt dezvoltate pentru a atrage fetele [...] sperăm într-adevăr să atragem mai mulți telespectatori”. Conform lui Seibert, serialul este un „Dosarele X pentru copii” și abordează atât fenomene misterioase, cât și întrebări dificile în fiecare episod. Spre deosebire de serialul original, designul protagoniștilor a fost remodelat și un nou personaj a fost introdus în familia Quest. Mai mult, Takashi a creat personajele prin intermediul animației japoneze în încercarea de a evita asemănările cu desenele animate americane. Echipa a dezvoltat un nou personaj – Jessie Bannon, fiica lui Race – pentru a crea o sursă de conflict cu Jonny. Aceasta a fost prezentată în Jonny's Golden Quest de către personajul Jezbel Jadee. Lawrence urma să denumească serialul Jonny Quest's Extraordinary Adventures, dar titlul a fost schimbat în 1995.
Deși urma să fie lansat în 1995, Aventurile reale ale lui Jonny Quest a ajuns în development hell⁠(d); aproximativ 30 de scenarii și opt role de film erau în desfășurare în martie 1995. După optsprezece luni de producție, Hanna-Barbera i-a concediat pe Lawrence și Takashi în 1996, iar John Eng și  Cosmo Anzilotti au fost angajați pentru a termina primele douăzeci și șase de episoade. Unele secvențe au necesitat o numeroase revizuiri. În același timp, o nouă echipă - condusă de David Lipman, Davis Doi și Larry Houston - a terminat încă douăzeci și șase pentru difuzarea unui serial independent intitulat The New Jonny Quest. Achiziția lui Turner de către Time Warner a anulat acest plan, iar viitorul serial a devenit al doilea sezon al serialului Aventurile reale ale lui Jonny Quest.

### Animație
Peter Lawrence și-a propus să „transcendă desenele animate și să intre în domeniul filmului de animație” pentru povestirea serialului. Producătorii au angajat șapte studiouri pentru a anima primul sezon, inclusiv Pacific Animation Co. din Japonia și Toon's Factory din Franța. Animatorii japonezi și coreeni au desenat secvențe tradiționale în celuloid⁠(d) și au adăugat culoare; o echipă internațională s-a ocupat de post-producția digitală și de scenele din QuestWorld. Teva, o subsidiară a Total Group, a organizat o echipă de post-producție la Paris, condusă de Eric Jacquot, Gilles Deyries și Pascal Legeay. Majoritatea scenelor din primul sezon au fost realizate cu cerneală digitală și pictate pentru a accentua elementele de fundal. Producătorii lucrau peste douăzeci de ore la fiecare episod, adăugând efecte de lumină, ploaie, zăpadă, reflexii și ceață. Hanna-Barbera a implementat un nou sistem computerizat pentru a combina animația manuală cu vopsea digitală și pentru a oferi flexibilitate în mișcarea camerei, fapt care a dat naștere unui efect parțial tridimensional.
Procesul, descris în 1995 de Lawrence ca fiind „importarea în computer a desenelor schițate”, are în prezent denumirea de storyboard. Acest proces a fost implementat de Stephen Toback, membru al H-B Production Technology Group; mai mult, acesta a implementat sistemele de cerneală și vopsea digitală pentru Hanna Barbera, precum și sistemele de post-producție Avid și Pro Tools. Studioul japonez Mook Studios a animat al doilea sezon fără post-procesare digitală. Scenele de violență ale serialului erau realiste, iar moartea răufăcătorilor și a partenerilor personajelor aveau loc offscreen⁠(d). Utilizarea acestor tehnici de ultimă generație, precum și procesul de dezvoltare complicat, a dat naștere unor zvonuri conform cărora fiecare episod a costat peste 500.000 de dolari.

### Muzica
Bodie Chandler a fost regizorul muzical al serialului, iar Gary Lionelli, Thomas Chase, Stephen Rucker⁠(d), Lawrence H. Brown, Guy Moon⁠(d), Kevin Kiner, Christophe Beck⁠(d) și Mark Koval au scris muzica de scenă. Lionelli a conceput o nouă coloană sonoră influențată de cea compusă de Hoyt Curtin⁠(d) pentru serialul Jonny Quest din anii 1960. Compozitorul Guy Moon a descris perioada petrecută la serial drept „cel mai dificil lucru pe care l-am făcut în viață” din cauza cerințelor producătorilor. Stephen Rucker și Thomas Chase - care au realizat mai târziu muzica serialului Fetițele Powerpuff - au folosit MIDI pentru a facilita compunerea înregistrărilor muzicale. Chase a apreciat angajamentul producătorilor față de muzica de film: „Pentru mulți copii, muzica din desenele animate reprezintă primul loc contact cu muzica de orchestră”.

### QuestWorld

Race Bannon și Dr. Jeremiah Surd în lumea virtuală QuestWorld în episodul „To Bardo and Back”.

Producătorii au introdus elemente de realitate virtuală prin QuestWorld, o realitate simulată în cyberspațiu redată cu ajutorul animației tridimensionale computerizate și prin captarea digitală a mișcărilor. QuestWorld urma să reprezinte o aplicație inovativă a tehnologiei contemporane, similară cu laserele, sateliții și roboții high-tech. Potrivit lui Seibert, această realitate  virtuală își are originea în „aceeași problemă pe care o are James Bond... Când te uiți la cele mai noi gadgeturi ale sale, sunt oarecum încântătoare”. Interesați să vadă cât de familiarizați sunt copiii cu conceptul de realitate virtuală, reprezentanții H-B au descoperit că noțiunea nu le este străină. Designerii au fost inspirați de romanele cyberpunk scrise de Neal Stephenson și William Gibson, inclusiv Snow Crash. Segmente independente de scurtă durată intitulate „Quest Bytes” încheiau anumite episoade.
H-B a contractat inițial Dream Quest Images pentru a anima QuestWorld, însă aceștia au realizat un singur episod, deoarece rivalul Disney a achiziționat studioul în aprilie 1996. Compania de animație Buzz F/X, cu sediul în Montreal și Santa Monica, a creat scenele virtuale din primul sezon. Procesul a început în aprilie 1996 cu scena de deschidere⁠(d) - o călătorie printr-un canion de linii verzi pe ai cărui pereți erau prezente scene din diferite episoade. Personajele din QuestWorld erau reprezentări virtuale create prin animația computerizată 3D⁠(d); pentru a detalia chipurile acestora, busturi de lut au fost scanate și pictate digital. Echipa Buzz F/X era alcătuită cu precădere din animatori fără experiență, deoarece problemele financiare nu permiteau angajarea de angajați experimentați.
Episoadele „Escape to Questworld” și „Trouble on the Colorado” au necesitat 12 ore de muncă, șase zile pe săptămână, într-un mic garaj cu computere necorespunzătoare. Buzz F/X și-a mărit echipa în iulie cu zece recruți, însă doar doi erau experimentați. După încă două episoade, Buzz F/X și-a reziliat contractul neprofitabil cu H-B și a intrat în insolvență în 1997 din cauza unor datorii de 3.6 milioane de dolari. H-B a angajat Blur Studio⁠(d) pentru a termina scenele celui de-al doilea sezon pe un program de producție de zece săptămâni. Blur a folosit programul Intergraph⁠(d), iar performanța sa puternică a atras atenția presei și a stat la baza unei relații amiabile cu H-B. Ambele companii au produs în total aproximativ o sută de minute de animație computerizată pentru QuestWorld.

### Promovarea națională și internațională
Turner Entertainment a promovat serialul în patruzeci de țări și în paisprezece limbi pentru a avea acces la piețele internaționale. Aventurile reale ale lui Jonny Quest a fost difuzat în Spania (Antena 3⁠(d)), Franța (TF1⁠(d)), Rusia (Pervîi Kanal), România (Cartoon Network), Italia (RAI), Germania (Taurus Film), Regatul Unit (BBC) și pe Asia Television⁠(d) în zece țări asiatice, devenind primul serial animat al ATL difuzat atât în limba engleză, cât și în limba cantoneză. Turner plănuia să introducă animația americană pe piața asiatică cu ajutorul serialului. A fost lansat în Singapore pe TCS Channel 5 pentru a profita de „sectorul retail modern și de industria de licențe bine dezvoltată” a țării. Brandweek menționa în 1995 că bugetul emisiunii, inclusiv costurile de comercializare și de promovare, a depășit 40 de milione de dolari.
Regizorul Richard Donner, producătorul Lauren Shuler Donner⁠(d) și Jane Rosenthal⁠(d) au achiziționat drepturile pentru realizarea unui lungmetraj. Peter Segal a fost numit regizor al viitorului filmului. Producția urma să înceapă la mijlocul anului 1995, însă filmările au fost anulate în 1996, iar proiectul a fost în cele din urmă abandonat. Turner a promovat serialul ca fiind „următoarea etapă în evoluția emisiunilor destinate copiilor... [redefinind] animația televizată pentru următoarea generație”. Compania a organizat o discuție cu Peter Lawrence și Takashi la Yanceyville în 1995, iar ulterior a difuzat serialul la evenimente din parcurile acvatice⁠(d) americane. Organizate în marile orașe din Statele Unite, aceste „cinematografe în aer liber” au prezentat imagini din noile seriale și celebrități locale, inclusiv Jennifer Love Hewitt, Lacey Chabert⁠(d), Cameron Finley⁠(d) și Ashley Johnson⁠(d) pentru evenimentul UCLA. La 1 mai 1996, Turner a anunțat țările și canalele de televiziune pe care va debuta serialul.
Turner a difuzat Aventurile reale ale lui Jonny Quest de șapte ori pe săptămână pe TBS, TNT și Cartoon Network. Compania a profitat de această acoperire pentru a atrage parteneri de marketing și a difuzat mai multe spoturi comerciale cu sigla Quest. Departamentul de marketing al companiei Turner a presupus că grupurile de tineri care urmăreau TNT dimineața, TBS după-amiază sau Cartoon Network în intervalul de maximă audiență sunt mutual exclusive. Serialul a avut premiera pe 26 august 1996, la trei luni după un „maraton de rămas bun” de douăzeci de ore cu episoade din serialul original.
Acesta a avut o medie de 2.0 rating Nielsen în august-septembrie 1996, fiind considerat un început promițător pentru un serial animat. Deși Cartoon Network s-a confruntat cu o scădere a audienței sale în 1996, Aventurile reale ale lui Jonny Quest a fost unul dintre programele cu cele mai bune ratinguri; ultimele episoade din primul sezon au atras aproximativ 650.000 de telespectatori. Produsele oficiale au avut însă vânzări slabe, iar serialul nu a reușit să obțină ratinguri consistente în cadrul categoriilor demografice vizate, deși a avut fani în rândului publicului matur. Compania Turner a încercat să stimuleze interesul pentru serial în februarie 1997 cu un concurs, câștigătorul fiind trimis într-o călătorie în Jamaica. Cartoon Network a refuzat să comande noi episoade, iar emisiunea a continuat să fie difuzată pe  Toonami până pe 24 septembrie 1999, pe Cartoon Network în alte formate până în 2004 și pe CNX până în 2003.

## Prezentare generală
Serialul urmărește investigarea a numeroase fenomene misterioase și locuri exotice de către celebrul fenomenolog Dr. Quest. Acesta este mereu însoțit de Jonny Quest (fiul său), Hadji Singh (fiul său adoptiv), Race Bannon (bodyguard), Jessie (fiica lui Race) și buldogul Bandit. Acțiunea emisiunii are loc la câțiva ani după serialul original. Lawrence și-a propus să prezinte „fenomene reale contemporane” – cum ar fi „liniile Nazca, ruinele din Teotihuacan sau ipotetica existență a calamarului gigant⁠(d)” - pentru a capta curiozitatea publicului. Acesta le-a sugerat scriitorilor să cerceteze enigme din lumea reală, criptozoologie, tărâmuri extraordinare și mistere fictive, dar „credibile”. Familia Quest vizita adesea lumea virtuală QuestWorld și intrau în conflict cu răufăcătorii Jeremiah Surd și Ezekiel Rage. Paralizat cu ani în urmă de echipa SWAT a lui Race, Surd încearcă să se răzbune cu ajutorul tehnologiei; Rage - un fost agent guvernamental lăsat să moară după o misiune eșuată - încearcă să distrugă lumea cu arme chimice și nucleare.
Inamicii grupului erau antagoniști ale căror obiective sau ambiții malefice intrau în conflict cu convingerile doctorului Quest. Sediul central al familiei era situat pe coasta statului Maine și era alcătuit din locuințe, hambare și ateliere. De asemenea, existau camere speciale pentru fiecare personaj: o bibliotecă pentru Dr. Quest, un atelier pentru Jonny, o încăpere cu computere pentru Jessie, un dojo și o sală de forță pentru Race, respectiv un far destinat meditației lui Hadji. Lawrence l-a echipat pe Dr. Quest cu o flotă de vehicule aeriene, terestre și maritime, inclusiv un biplan din anii 1940 și un catamaran de ultimă generație cu turelă deschisă și nave de cercetare intitulat Questor. Peter Lawrence era mândru de calitatea scenariilor, precizând că „foarte puțini scriitori din acest domeniu sau oricare altul scriu vizual”, și contesta faptul că episoadele ar avea „suficient material sau potențial pentru a deveni un lungmetraj”.

### Personaje

Hadji, Jessie și Jonny în episodul „Expedition to Khumbu”.

Peter Lawrence l-a descris pe Jonny drept un „erou în pregătire” aflat în pragul maturizării. Acesta a remarcat că personajul posedă o atitudine lipsită de introspecție sau îndoială de sine. La vârstă de 14 ani, Jonny obișnuiește să intre în belele în ciuda ingeniozității sale. În viziunea scriitorilor, personajul este mai degrabă un gânditor intuitiv decât un intelectual, între el și tatăl său existând o stare de conflict: în loc să moștenească înclinațiile academice ale doctorului Quest, Jonny tinde către stilul de viață al bodyguardul Race Bannon. Totuși, tânărul a moștenit atât curiozitatea acestuia, cât și „spiritul neliniștit și aventuros” al mamei sale. Takashi l-a conceput pe Jonny slab, puternic, atletic și cooperant. Conform regizorilor, toate episoadele îl au în centrul atenției pe Jonny; Seibert a rezumat schimbarea astfel: 
„Am decis să dezvoltăm un serial centrat pe Jonny. Dacă analizați serialul original, veți observa că este o emisiune despre Dr. Quest și Race. Jonny era doar prezent - până la urmă, ce poate să facă un copil de 10 ani? Nici măcar nu poate să iasă cu bicicleta din cartier.”
Hadji, în vârstă de 16 ani, a devenit asistentul personal al Dr. Quest. Acesta era lipsit de educația formală a mentorului său, dar împărtășea interesul său pentru arheologie, antropologie și paranormal. Hinduist⁠(d) și yogin⁠(d), are o atitudine fatalistă față de evenimentele dramatice din serial și consideră că toate întâmplările respectă „punctul de vedere filozofic conform căruia totul este așa cum ar  trebui să fie”. Tânărul utilizează adesea aforisme înțelepte din diverse culturi care uneori îl derutează pe Jonny. Lawrence a eliminat telechinezia sa prezentă în serialul original, deoarece nu era compatibilă cu practicile reale ale yoghinilor. „Nu mai spune lucruri precum „Sim, Sim Sala Bim””, a explicat actorul de voce din primul sezon, Michael Benyaer⁠(d). „Scriitorii și producătorii au cercetat adevăratele puteri yoghine. [Personajul] este capabil de acțiuni mai plauzibile. Există un episod în care Hadji se oprește din respirat astfel încât răufăcătorii să creadă că este mort.” Takashi l-a creat pe Hadji mai înalt și mai slab decât omologul său clasic.
Jessie Bannon, în vârstă de 15 ani, este la fel de dură ca Jonny, însă mai inteligentă și mai gânditoare. Având aspirații intelectuale, acesta își petrece timpul în preajma doctorului Quest și este „pe aceeași lungime de undă” cu Hadji. Conform companiei Turner, Jessie trebuia să fie atât un personaj cool și independent, cât și un model puternic pentru tinerele de astăzi. Peter Lawrence s-a asigurat că tânăra nu va fi doar „un tip într-o fustă” și i-a creat o personalitate mai matură decât cea a protagonistului. Race Bannon, în vârstă de 38 de ani, a rămas demn de încredere, curajos și cu același simț al umorului ca în serialul clasic. Fost agent guvernamental, acesta s-a retras din serviciul de informații⁠(d) din cauza unor dileme morale. Scriitorii au remarcat că Race era foarte protectiv cu fiica sa, iar Jonny era „fiul pe care nu l-a avut”. De asemenea, acesta a primit un accent vest-american și talentul de a crea comparații elaborate și colorate. În opinia lui Peter Lawrence, Race era un „filozof cowboy sau filozof-războinic”. În calitate de bodyguard al familiei Quest, acesta practica exerciții fizice și de autoapărare pentru a se menține în formă.
Dr. Benton Quest, în vârstă de 55 de ani, fost cercetător guvernamental, operează din complexul său „Quest Compoud” situat pe coasta statului Maine. Motivat de curiozitate, a fost „consultat de indivizi, guverne și corporații” pentru a investiga evenimente enigmatice. Caracterizat drept  „dedicat – aproape până la obsesie – cunoașterii”, a întâmpinat adesea dificultăți, deoarece „năzuința de a dobândi cunoștințe i-a orbit instinctele fundamentale precum autoconservarea”. Personajul reprezintă arhetipul „regelui binevoitor”. Lawrence a eliminat originile ridicole ale lui Bandit, câinele familie, menționând că animalul nu înțelege limba engleză și nu-și putea salva familia din situații periculoase.
Lawrence a declarat despre comportamentul grupul că „reacția lui Jonny față de situațiile primejdioase este identică cu cea a bodyguardului Race. Curiozitatea lui Jessie față de fenomenele misterioase și inexplicabile este identică cu cea a doctorului Quest, iar Hadji, având rădăcini într-o cultură diferită și o abordare mai spirituală a vieții, va avea o reacție independentă”. Toate personajele concepute de Takashi au o condiție fizică bună și sunt atletice pentru a reflecta „o societate care pune preț pe sănătate”. Fred Seibert a garantat că noile personaje nu-i vor dezamăgi pe admiratorii serialului clasic. Acesta spera că serialul Aventurile reale ale lui Jonny Quest va repeta succesul obținut de noile cărți de benzi desenate cu supereroi.

### Sezonul II
Regizorii celui de-al doilea sezon, Larry Houston și Davis Doi, au modificat desenul animat pentru a semăna cu serialul clasic. Scriitorul Glenn Leopold⁠(d) a reintrodus puterile supranaturale ale personajului Hadji – inclusiv îndoirea lingurii⁠(d) și trucurile cu frânghii – deoarece a considerat că realismul primului sezon „nu era chiar atât de interesant de vizionat”. Mai mult, toate personajele au pierdut un an din vârstă; Jonny are 13 ani. Race a redevenit agent de pază guvernamental și accentul său vestic a fost eliminat, iar Dr. Quest și-a recăpătat atât clasicul păr roșcat, cât și abilitățile elementare de luptă. Falk o considera pe Jessie drept „piesa lipsă necesară pentru a completa familia Quest”, iar Leopold a adăugat ușoare nuanțe romantice episoadelor. Unii fani au criticat schimbările suferite de Jessie, acesta fiind considerată o reprezentare a stereotipului domnișoarei la ananghie⁠(d). Falk a respins criticile, susținând că portretizarea sa i-a oferit personajului temeri umane și realiste precum claustrofobia. Armele de foc din sezonul doi au fost înlocuite cu arme cu aer comprimat⁠(d), în special în episodul „General Winter”, la ordinul editorilor.
Scriitorii din sezonul al doilea au avut o mai mare libertate de creație, episoadele lor având fantome, universuri paralele și escrocherii megalomane. Leopold și Falk au încercat să creeze un „serial de aventură captivant cu monștri adevărați” și au pus accent pe poveștile în care Jonny și prietenii săi erau în centrul atenției. Pentru Falk, instrumentele cool primează în fața preciziei, scriitorul menționând că „Jonny Quest este un serial cu un picior în domeniul fantasticului și un picior în domeniul realității”. Noua echipa era obligată să utilizeze lumea virtuală QuestWorld în episoadele lor, deși nu erau de acord. Falk a considerat că realitatea virtuală a subminat „legătura puternică cu realitatea” a serialului și a sugerat că, după atâtea incidente periculoase, Dr. Quest a decis oprirea sistemul.
Scriitorii au adus înapoi câteva personaje clasice, inclusiv vânzătorul ambulant Pașa, Jezebel Jade, Dr. Zin⁠(d) și fiicele sale gemene, Anaya și Melana. Falk l-a onorat pe creatorul Johnny Quest, Doug Wildey⁠(d), prin introducerea unui bunic omonim în episodul „Nuclear Netherworld”. Răufăcătorii Ezekiel Rage și Dr. Jeremiah Surd au fost eliminați și înlocuiți de noi adversari. Falk a declarat că Jonny Quest fără Zin este ca „James Bond fără S.P.E.C.T.R.E.”, iar în ultimul episod al sezonului a inclus o luptă viscerală între Dr. Quest și Zin. De asemenea, acesta plănuia să reintroducă insula Palm Key, sediul clasic al familiei Quest, în viitoarele episoade. Cartoon Network nu a reînnoit însă contractul pentru Aventurile reale ale lui Jonny Quest, în ciuda angajamentului de a prezenta istoria mamei lui Jonny, Rachel, în primul episod al sezonului.

## Distribuție
Primul sezon al serialului i-a avut în distribuție pe J. D. Roth⁠(d) (Jonny Quest), George Segal (Dr. Benton Quest), Robert Patrick (Race Bannon), Jesse Douglas⁠(d) (Jessie Bannon), Michael Benyaer⁠(d) (Hadji), Frank Welker⁠(d) (Dr. Jeremiah Surd) și Michael Bell⁠(d) (Ezekiel Rage). Un fan al seriei originale în copilărie, J.D. Roth a fost interesat de noul serial dezvoltat de compania Turner și a acceptat rolul lui Jonny. Era atras de „carisma” personajului și de faptul că era un  copil simplu fără superputeri. De asemenea, Roth a admirat calitatea educațională a serialului. Când a fost întrebat cum se raportează la relația dintre Jonny și tatăl său, acesta a declarat: „Jonny este  impresionat de tatăl său. Îl admiră și îl consideră cel mai isteț om care a pășit vreodată pe pământ. Are o relație adolescentină cu el, însă părintele său este convins că are potențial. Dr. Quest știe că Jonny va fi deveni ceva cu adevărat special.” La rândul său, actorul Michael Benyaer a îndrăgit rolul lui Hadhi:  „este unul dintre puținele roluri pozitive destinate actorului de etnie. Adică, câți indieni orientali eroi au apărut la televizor? Hadji este personajul copiilor sensibili. Este străinul din noi toți.” Fan al francizei Star Wars, Benyaer a fost încântat să lucreze împreună cu Mark Hamill pentru episodul „In the Realm of the Condor”. Solicitarea lui Peter Lawrence pentru un actor vocal de descendență indiană a fost considerată drept un „caz neobișnuit de casting multietnic”.
Producătorii s-au chinuit să găsească o actriță pentru Jessie Bannon. Peter Lawrence a selectat-o în cele din urmă pe Jesse Douglas, considerând că aceasta reflectă energia și inteligența lui Jessie - „[Jesse Douglas] are o energie imensă, o energie uriașă, și este genul de femeie care ar putea face toate lucrurile pe care le poate face Jessie - să fie atletică, inteligentă, ș.a.m.d.”. Douglas l-a impresionat pe Lawrence cu stilul ei de viață activ, actrița fiind o practicantă de balet, echitație și tenis. Când a fost întrebată despre includerea personajului în serial, Douglas a declarat: „Jessie este destul de cool. Nu este genul de fată care se plânge constant. În orice caz, prezența sa contribuie la progresul poveștii.” Roy a făcut aluzie la posibilitatea ca între Jonny și Jessie să existe o relație la un moment dat. Fred Seibert, directorul Hanna-Barbera, a declarat că între Jessie și Jonny „s-ar putea înfiripa o relație de tipul Tracy / Hepburn”. Compania Turner l-a selectat pe George Segal pentru rolul Dr. Quest.
Hanna-Barbera a renunțat la contractele actorilor din primul sezon și a angajat alți actori pentru al doilea sezon. În distribuție apar Quinton Flynn⁠(d) (Jonny); John de Lancie (Dr. Quest); Granville Van Dusen⁠(d) - pentru primele două episoade - și Robert Foxworth⁠(d) (Race Bannon); Jennifer Hale⁠(d) (Jessie Bannon) și Rob Paulsen (Hadji). De asemenea, Paulsen a fost vocea lui Hadji atât în The New Adventures of Jonny Quest⁠(d), cât și în cele două filme de televiziune Quest. Don Messick urma să reia rolul personajului Benton Quest, însă a fost nevoit să renunțe din cauza unui accident vascular cerebral. Van Dusen a fost vocea lui Bannon în serialul The New Adventures of Jonny Quest din 1986, iar Foxworth a preluat rolul după un casting pentru Dr. Quest. Frank Welker (Surd), Michael Bell (Rage) și B. J. Ward⁠(d) (Iris; IA QuestWorld) și-au reluat rolurile în al doilea sezon. Schimbările suferite de distribuție era publice la momentul premierei sezonului; Fred Seibert a sperat că „telespectatorii nu vor putea face diferența” între cele două sezoane 
De-a lungul celor două sezoane, mai multe vedete cunoscute au fost invitate în serial, inclusiv Kevin Conroy⁠(d), Earl Boen⁠(d), Clancy Brown, Robert Ito⁠(d), James Shigeta, Irene Bedard⁠(d), Lucy Liu, Brock Peters⁠(d), Tristan Rogers⁠(d), Edward Asner, Julian Sands⁠(d), Helene Udy, Mayim Bialik⁠(d), Mark Hamill, Andreas Katsulas, Jeffrey Tambor, Dorian Harewood⁠(d), Clive Revill, Kenneth Mars⁠(d), Nick Chinlund⁠(d), George Kennedy, Clyde Kusatsu⁠(d), Dean Jones⁠(d), Thomas Gibson⁠(d), Sarah Douglas⁠(d), Tasia Valenza⁠(d) și Carl Lumbly. Scriitorul sezonului doi - Lance Falk - a regretat că actorul veteran John Stephenson⁠(d), vocea originală a Doctorului Quest, nu a făcut parte din lista personalităților invitate.

## Marketing
Turner a lansat o campanie masivă de marketing pentru a promova Aventurile reale ale lui Jonny Quest în rândul copiilor americani cu vârste cuprinse între șase și unsprezece ani. Fiecare canal de televiziune al companiei Turner a cheltuit între 5 și 7 milioane de dolari pentru promovarea serialului, investiția totală fiind de 20 de milioane de dolari. Alte surse stabilesc bugetul la 40 de milioane de dolari, iar Marketing Week a estimat că produse oficiale în valoare de 300 de milioane de dolari au fost create. Wall Street Journal a numit serialul o „franciză de urmărit” în 1995; People and Good Housekeeping l-a considerat un blockbuster incontestabil. Turner a produs un manual de stil⁠(d) digital în valoare de 100.000 de dolari, considerat a fi primul de acest gen, al cărui conținut cuprindea imagini artistice Quest, logouri, fonturi, înregistrări audio, desene de colorat etc. Hanna-Barbera a lansat Questworld.com și l-a prezentat în așa fel încât să pară site-ul oficial al echipei Quest. De asemenea, acesta conținea linkuri către site-uri academice despre arheologie și explorare. În vara anului 1996, Turner a anunțat vânzarea a 32 de licențe.
Turner a promovat serialul cu ajutorul unei game largi de produse, considerând campania sa pentru Quest un model de urmat pentru viitoarele emisiuni. Galoob⁠(d) a achiziționat drepturile de licență pentru figurine în 1995 și a creat o linie de produse alcătuită din vehicule, figurine și micro machines⁠(d) pentru lansarea din toamna anului 1996. A urmat un parteneriat cu Pizza Hut și alți comercianți alimentari. Campbell Soup Company⁠(d) a lansat șase postere holografice în miniatură pe conservele SpaghettiOs⁠(d), iar General Mills a lansat cutii de Honey Nut Cheerios⁠(d) și Cinnamon Toast Crunch⁠(d) ale căror premii includeau tricouri sau benzi desenate Quest. Peste cinci mii de restaurante Pizza Hut au oferit timp de două luni meniuri cu figurine ale personajelor din serial. Jucăriile realizate de Galoob nu au devenit populare în afara Statelor Unite și compania a decis să întreruptă producția în 1997.
Upper Deck Company⁠(d) a folosit imagini, schițe și rezumate ale episoadelor din primul sezon pentru a crea o colecție de șaizeci de cărți de joc. Turner a comercializat inclusiv undițe Zebco⁠(d) cu sigla Quest. Casa de discuri Kid Rhino⁠(d) a produs o casetă audio bazată pe episodul „Return of the Anasazi”. Genericul de final al serialului promova o coloana sonoră disponibilă la Rhino, însă aceasta nu a fost comercializată. Turner a enumerat mai multe produse într-un catalog de cupoane intitulat „Quest Adventure Value Pack”.
Departamentul de marketing a utilizat inclusiv produse oficiale ale serialului Jonny Quest din 1964, lansând o promoție clasică Hanna-Barbera în parteneriat cu lanțul de hoteluri Days Inn⁠(d), lanțul de restaurante Planet Hollywood⁠(d) și prăjiturile Little Debbie⁠(d). Campania de marketing a culminat cu lansarea a opt episoade din sezonul întâi pe casete VHS. Turner a lansat și două episoade pe laserdisc. Ziarele metropolitane au colaborat cu compania pentru a promova videoclipurile. Turner a vândut produse oficiale prin intermediul mai multor distribuitori internaționali și se aștepta să obțină profituri de 60 de milioane de dolari anual numai în regiunea Asia-Pacific.
Savoy Brands International⁠(d) a fost însărcinată cu distribuția produselor în America de Sud, având 750.000 de puncte de comercializare retail în  Argentina, Chile, Peru, Guatemala, Honduras, Panama, Venezuela, Ecuador și Columbia. Turner a prezentat Aventurile reale ale lui Jonny Quest la un cocktail party⁠(d) pentru Târgul european de licențe la finalul anului 1996 și a lansat produse oficiale în Europa prin intermediul a 90.000 de puncte de vânzare retail pe parcursul următoarelor șase luni. Copyright Promotions Licensing Group⁠(d) s-a ocupat de acordarea licenței audiovizuale pentru Regatul Unit. Turner nu excludea posibilitatea ca promovarea excesivă să afecteze brandul și a programat difuzarea de reclame pe toată durata serialului.
Dark Horse Comics a lansat o carte de benzi desenate alcătuită din 12 numere pe parcursul primului sezon. Editorul Phil Amara i-a asigurat pe fani că benzile desenate va onora serialul clasic Jonny Quest. Lucrarea - intitulată Aventurile reale ale lui Jonny Quest - a fost scrisă de Kate Worley și ilustrată de Francisco Lopez. Un mare admirator al Quest, Paul Chadwick⁠(d), câștigătorul premiului Eisner⁠(d), a desenat coperta numărului final al cărții - coborârea lui Jonny în peștera de pe Insula Paștelui. Trei pachete, fiecare cu două pagini de „mini-aventuri”, au fost lansate împreună cu alte produse comercializate de Dark Horse înainte de premierea serialului. La începutul anului 1997, Dark Horse și Converse i-au oferit șansa unui fan al serialului să apară în cartea de benzi desenate Quest.
Terry Bisson și alți scriitori cunoscuți sub pseudonimul „Brad Quentin” au produs 11 romane originale care prezentau subiecte de aventură și realitate virtuală. Criticii au apreciat decizia, fiind conștienți că lucrările vor promova lectura în rândul tinerilor interesați de tehnologie. Doar anumite benzi desenate și cărți de colorat - precum Countdown to Chaos a celor de la Dark Horse - au prezentat personajele cu designul utilizat în sezonul al doilea. Turner a reînceput comercializarea serialului în aprilie 2004, odată cu lansarea episoadelor „Escape to Questworld” și „Trouble on the Colorado” sub titlul TV Premiere DVD: The Real Adventures of Jonny Quest pe MiniDVD⁠(d) de Warner Bros. Home Entertainment⁠(d).

### Cover-up at Roswell
Virgin Sound și Vision⁠(d) a lansat un joc video de aventură intitulat Cover-Up At Roswell  în august 1996. Denumit inițial Escape from Quest World, costurile de producție s-au ridicat la 1 milion de dolari. Virgin a fost însărcinată cu partea de marketing, comercializare și distribuție, iar compania Turner s-a ocupat de promovarea jocului video. Dezvoltatorii au utilizat cinzeci de minute de scene și imagini din șase episoade ale primului sezon pentru a construi o nouă poveste: familia Quest descoperă tehnologie extraterestră și salvează un extraterestru din subsolul Pentagonului. Jeremiah Surd și oamenii în negru ai generalului Tyler plănuiesc să folosească tehnologia în scopuri malefice și fac tot posibilul să- oprească pe membrii echipei Quest.
Virgin a estimat că durata jocului este de 20-25 de ore pentru adulți și 80-100 de ore pentru copii. Distribuția celui de-al doilea sezon a realizat toate vocile personajelor, cu excepția actoriilor Michael Benyaer (Hadji) și Charles Howerton (Dr. Quest). Muzica jocului prezenta un monoton „sunet orchestral de mare intensitate”. Părerile criticilor au fost împărțite în cazul puzzle-urilor, acestea fiind caracterizat drept „ingenioase” și „elementare”. Peter Scisco a criticat în revista Computer Life⁠(d) faptul că o parte din puzzle-uri jocului se bazează pe „reflexe, nu pe gândire logică”.
Entertainment Weekly a evaluat jocul B+, caracterizând puzzle-urile drept „lipsite de imaginație... imitații Pac-Man și jocuri stupide".  Scisco a apreciat conținutul fără violență și reprezentarea lui Jessie ca personaj feminin puternic, dar a considerat povestea extraterestră prea familiară. De asemenea, un articol din Sydney Morning Herald recomanda jocul tinerilor cărora le plac problemele logice.

## Home media
Pe 8 octombrie 1996, Turner Home Entertainment⁠(d) și Cartoon Network Video au lansat toate cele patru volume ale serialului pe VHS - „The Alchemist”, „Rage's Burning Wheel”, „The Darkest Fathoms” și „Escape to Questworld”. Fiecare casetă video conținea două episoade din Quest și două scurtmetraje bonus di serialul The What a Cartoon! Show. Warner Home Video⁠(d) a lansat doar „Escape to Questworld” pe MiniDVD în aprilie 2004, apoi WHV (prin intermediul Hanna-Barbera Cartoons și Warner Bros. Family Entertainment⁠(d)) a lansat primele treisprezece episoade pe 17 februarie 2009 sub numele Season 1, Volume 1 of The Real Adventures of Jonny Quest pe DVD în Regiunea 1. Pe 27 martie 2012, Warner Archive⁠(d) a lansat The Real Adventures of Jonny Quest: Season 1, Volume 2 pe DVD în Regiunea 1 ca parte a Hanna–Barbera Classics Collection.  Al doilea sezon complet a fost lansat pe DVD pe 10 noiembrie 2015 de către Warner Archive. Toate cele 52 de episoade au fost disponibile pentru achiziție digitală în 2013 pe iTunes Store. Acesta reprezintă cea mai recent serial lansată sub numele Hanna-Barbera pe DVD. Toate emisiunile ulterioare vor utiliza numele Cartoon Network.
| Nume DVD                   | Episoade | Data lansării     |
| -------------------------- | -------- | ----------------- |
| Season One, Volume 1       | 13       | 17 februarie 2009 |
| Season One, Volume 2       | 13       | 27 martie 2012    |
| The Complete Second Season | 26       | 10 noiembrie 2015 |

## Recepție
Anunțul includerii personajului Jessie Bannon în echipa Quest a provocat reacții negative în rândul fanilor serialului. Editorii TV Guide nu priveau cu ochi buni posibilitatea ca între Jonny și Jessie să apară o relație romantică. Directorul Hanna-Barbera, Fred Seibert, a declarat că „Jessie este mai mare și mai inteligentă decât Jonny... Nu punem în scenă Maddie și David”. De asemenea, Seibert a negat că Jessie a fost introdusă strict pentru a atrage fetele. Un editorialist al Miami Herald a caracterizat personajul drept „o încercare de rescriere a trecutului în conformitate cu convingerile sociopolitice contemporane” și corectitudinea politică „scăpată de sub control”. Revista Billboard a lăudat însă decizia, considerând diversificarea distribuției alcătuite exclusiv din personaje masculine drept o schimbare binevenită. Scandalul a încetat după difuzarea filmului de televiziune Jonny Quest vs. The Cyber Insects. Ziarul Atlanta Journal-Constitution a respins eticheta de „fată oribilă” atribuită personajului, iar un test screen⁠(d) dedicat bărbaților cu vârste cuprinse între 30 și 35 de ani a dezvăluit că, deși unii au pus sub semnul întrebării introducerea sa, cei mai mulți au înțeles să reflectă schimbările din societatea contemporană.
Unii fani au criticat distanțarea serialului de emisiunea clasică din anii 1960, puternic criticată la momentul lansării atât de insensibilitate culturală, cât și de „stereotipuri rasiale și sexuale”. Revista Cinefantastique a lăudat fidelitatea față de formula clasică a serialului original și distribuția sa impresionantă. Un alt critic a recomandat fanilor adulți Aventurile reale ale lui Jonny Quest, menționând că respectă tradiția scenelor violente și deceselor offscreen din serialul clasic. The Washington Post a considerat primul sezon drept „mai îndrăzneț și mai plin de viață” decât Jonny Quest. Criticul Allan Johnson de la Chicago Tribune a comparat cele două seriale în detaliu și a susținut că Aventurile reale ale lui Jonny Quest, în ciuda animației sale superioare și a scenelor generate de computer, nu prezintă  aventuri de „avangardă” TV Guide a caracterizat scenariul drept „mai profund și mai obscur decât vechiul serial”, ziarul The Daily Herald a declarat primul episod ca fiind „clasic Quest”.
Criticii au dezbătut succesul ideii de bază a serialului. Peter Scisco, jurnalist al ComputerLife, a apreciat faptul că echipa „își folosește creierul, nu superputerile”. Revista People a lăudat decizia Turner de a renunța la „corectitudinea politică absurdă” prezentă în desenul animat Captain Planet și i-a oferit serialului Aventurile reale ale lui Jonny Quest nota B. Autorii cărții Saturday Morning Fever: Growing up with Cartoon Culture (1998) au considerat însă că emisiunii îi lipsește esența care „a garantat succesul emisiunii originale”. De asemenea, au criticat decizia de a alcătui serialul din două sezoane distincte, preferându-l pe al doilea pentru personajele sale și referințele clasice. Greg Aaron de la HotWired.com a lăudat renașterea francizei, dar a criticat promovarea exagerată a lumii virtuale QuestWorld, susținând că „scenele sofisticate nu vor fi suficiente pentru a captiva telespectatorii de astăzi”.
Fondatorul și președintele Hanna-Barbera, Joseph Barbera, a considerat serialul un „dezastru” din cauza schimbărilor aduse personajelor și poveștilor. Criticii au apreciat personajele și actorii de voce. Revista People a lăudat distribuția desenului animat, în special pe George Segal. Autorii lucrării Saturday Morning Fever au lăudat similitudinile dintre Jessie Bannon și Dr. Benton Quest. Allan Johnson (Chicago Tribune) a aprobat modificarea vârstei personajelor, deoarece Jonny și Hadji deveneau astfel suficient de mari pentru a lua parte la aventuri. De asemenea, i-a displăcut noua versiunea a lui Race Bannon și a apreciat introducerea personajului Jessie. Unii fani au criticat accentul occidental al lui Race din primul sezon. Peter Lawrence a apărat portretizarea acestuia ca „om al  acțiunii, nu intelectual – deși perfect capabil de gândire profundă”, precizând că accentul și gesturile sale încurajau varietatea și originalitatea.
Părerile criticilor cu privire la animația tradițională și computerizată a serialului au fost împărțite. Ziarul Toronto Star a criticat aspru „intrigile simpliste înțesate cu elemente științifico-fantastice și animație computerizată nepotrivite”, caracterizând QuestWorld drept „o cascadorie publicitară ”. Le Figaro a publicat o opinie asemănătoare, însă a lăudat QuestWorld, deoarece a reușit să captiveze atenția tinerilor telespectatori. Deși a elogiat lumea virtuală QuestWorld, The Star a considerat scenele tradiționale „plate și lipsite de consistență, cu mișcări rigide artificiale, iar execuția umbrelor declarată de slabă calitate”. Într-un articol pentru Chicago Daily Herald, Ted Cox a confirmat că animația era uneori „incredibil de neregulată”, dar a lăudat imaginile realiste precum „jocul de lumini pe suprafața apei oceanului”. La rândul său, TV Guide a scos în evidență animația plată, dar a considerat efectele sonore și fundalul ca fiind de ultimă generație. 
Regizorul de efecte speciale Alberto Menache a criticat lumea virtuală QuestWorld în cartea Understanding Motion Capture for Computer Animation and Video Games. Acesta a explicat că diferența de dimensiune dintre captatoarele de mișcare și personaje a cauzat o animație instabilă. În opinia sa, lipsa unei revizuiri digitale în post-producție din cauza bugetului redus al serialului este principalul vinovat. Producătorii se așteptau în schimb la rezultate „plug-and-play” direct de la studioul însărcinat cu captarea digitală a mișcărilor. Menache a concluzionat că scenele din QuestWorld au avut de suferit din cauza unui „proces creat pentru producție în masă” lipsit de testări sau planificare. Sherry Gunther⁠(d), vicepreședinte senior pentru producția serialului, a recunoscut că tehnologia de captare a mișcării era „puțin neprelucrată”. Cu privire la captarea trăsăturilor faciale, Menache a considerat rezultatele „de calitate medie”, dar inacceptabile având în vedere resursele studioului Hanna-Barbera. Aceste critici erau similare cu cele ale animatorului Francois Lord din cadrul Buzz F/X, care menționa animatori neexperimentați și programe de producție accelerate. Lord a declarat că Blur Studios a investit mai mult timp și mai mulți bani pentru producerea celui de-al doilea sezon.
Sunetul emisiunii a fost lăudat în industrie. Episoadele „Nuclear Netherworld” și „Alien in Washington” au fost nominalizate la premiile Golden Reels⁠(d) la categoria „cel mai bun sunet” în 1997, iar serialul a fost nominalizat pentru un Golden Reel la categoria „cel mai bun sunet într-un desen animat” în 1998. De asemenea, Aventurile reale ale lui Jonny Quest a fost nominalizat pentru un Daytime Emmy⁠(d) la categoria „regie și compoziție muzicale” în 1997.

## Episoade

### Primul sezon
| Nr. | Titlu                               | Data difuzării     | Cod de producție |
| --- | ----------------------------------- | ------------------ | ---------------- |
| 1 | „The Darkest Fathoms”               | 26 august 1996     | H00616-94004     |
| Acum 2 veacuri, piratul nemilos Black Jack Lee și-a scufundat corabia, The Ivory Web, ce-a ajuns pe fundul mării de la Bermuda. Când prospectorii de petrol sunt atacați de o corabie-fantomă de sub conducerea aparentă a acestuia, dr. Quest pregătește nava Questor pentru investigație. |                                     |                    |                  |
| 2 | „Escape to Questworld”              | 27 august 1996     | H00616-94021     |
| Race e angajat să pună sub control o scurgere de gaz toxic din Chicago, o amintire a unui raid eșuat întreprins împotriva dr. Jeremiah Surd, mulți ani în urmă. Când el și dr. Quest cad prizonieri, Jonny, Jessie și Hadji trebuie să-l găsească pe omul de știință rebel. |                                     |                    |                  |
| 3 | „In the Realm of the Condor”        | 28 august 1996     | H00616-94002     |
| Echipa Quest o urmează pe Estella Scheele, pentru a-l găsi pe bunicul ei ornitolog, dat dispărut, și ajung să descopere orașul de aur pierdut El Dorado. |                                     |                    |                  |
| 4 | „Rage's Burning Wheel”              | 29 august 1996     | H00616-94018     |
| Obsedat să provoace Apocalipsa, Ezekiel Rage deturnează naveta spațială ce transportă pe dr. Quest și pe Hadji. Înapoi pe Terra, Jonny și Jessie trebuie să găsească vreo cale de a-i opri pe ucenicii lui Rage, care au preluat controlul Centului de control al misiunilor NASA. |                                     |                    |                  |
| 5 | „Ndovu's Last Journey”              | 30 august 1996     | H00616-94016     |
| Jonny, Jessie și Hadji urmăresc un elefant, Ndovu, care se întoarce la cimitirul elefanților. Pe drum, întâlnesc braconieri care nu vor s-aștepte ca Ndovu să moară. |                                     |                    |                  |
| 6 | „Manhattan Maneater”                | 2 septembrie 1996  | H00616-94013     |
| Orașul New York e terorizat de un ucigaș primejdios când dr. Quest, Hadji și Jonny sunt în vizită; ei află că ucigașul provine dintr-o junglă diferită; așa că se implică într-o cursă contra orașului de a elimina făptașul. |                                     |                    |                  |
| 7 | „East of Zanzibar”                  | 3 septembrie 1996  | H00616-94001     |
| Republica Seychelles se confruntă cu atacuri misterioase asupra balenierelor, dar și pierderea unui submarin. Investigația dr. Quest e împiedicată când Jonny și Hadji sunt preluați de o trombă marină, în timp ce erau în larg. |                                     |                    |                  |
| 8 | „Assault on Questworld”             | 4 septembrie 1996  | H00616-94036     |
| Când dr. Quest și Race se află în Himalaya, la o conferință de fenomenologie, Jonny și Jessie sunt neputincioși când încearcă să-l elibereze pe Hadji, a cărui minte e suptă de Surd, care plănuiește să preia controlul asupra casei și a grădinii lui Quest. |                                     |                    |                  |
| 9 | „Ezekiel Rage”                      | 5 septembrie 1996  | H00616-94015     |
| După ce solicitarea lui de ajutor a fost respinsă, se presupune că spionul compromis cu tot cu familia lui au fost uciși în misiune. Dar când dr. Quest vizitează o peșteră din New Mexico, descoperă că Ezekiel Rage—și ura lui împotriva guvernului—e încă în viață. Cu toate că asta e prima apariție cronologică a lui Rage din serie, aici e arătat pentru a doua oară, de către studio, după Rage's Burning Wheel. |                                     |                    |                  |
| 10 | „Alien in Washington”               | 6 septembrie 1996  | H00616-94017     |
| Extraterrestrial transmissions turn out to be warnings to stop a series of space experiments, and the Vice President turns out to be an alien. |                                     |                    |                  |
| 11 | „Return of the Anasazi”             | 9 septembrie 1996  | H00616-94003     |
| Holding an Anasazi beacon capable of calling the alien fathers of current technology, Alice Starseer is pursued by men in black and asks Dr. Quest for help, whose capture provokes a cross-country rescue by Jonny and Jessie. |                                     |                    |                  |
| 12 | „The Alchemist”                     | 10 septembrie 1996 | H00616-94014     |
| Dr. Quest e angajat de cineva să găsească Piatra filozofală, despre care se crede că transformă zgura în aur. Dar când reușește, piatra e furată, mai târziu, de la un muzeu de partenerul de afaceri al lui Quest, care vrea să-și încerce norocul cu ea. |                                     |                    |                  |
| 13 | „Trouble on the Colorado”           | 11 septembrie 1996 | H00616-94040     |
| Alice Starseer is returning to Earth to lay her grandfather to rest, and Dr. Quest has been invited to attend the ceremony. Old enemies and new allies lurk among the rapids of the Colorado river, the route to the meeting site. |                                     |                    |                  |
| 14 | „In the Wake of the Mary Celeste”   | 12 septembrie 1996 | H00616-94007     |
| A century ago, the cargo ship Mary Celeste sank under mysterious circumstances. While on an expedition to find the Mary Celeste's remains, Dr Quest discovers what look like crop circles at the bottom of the Sargasso Sea – and a graveyard of ships in an area barren of marine life. |                                     |                    |                  |
| 15 | „AMOK”                              | 13 septembrie 1996 | H00616-94044     |
| În timpul unei expediții arheologice din Borneo, echipa Quest dă nas în nas cu o dihanie uriașă, despre care se zvonește că atacă cu sălbaticie din toate direcțiile în același timp. Apoi, înțeleg că omul poate deveni cea mai înfricoșătoare bestie... |                                     |                    |                  |
| 16 | „Besieged in Paradise”              | 16 septembrie 1996 | H00616-94038     |
| Jeremiah Surd infiltrează, apoi preia controlul lungimilor de unde de comunicare ale cetaceelor, îndemnând toate cetaceele să recurgă la atacuri feroce. Echipa Quest se oferă să-l ajute pe căpitanul Havell, pentru a-l opri pe Surd. |                                     |                    |                  |
| 17 | „The Spectre of the Pine Barrens”   | 17 septembrie 1996 | H00616-94005     |
| Dr. Quest, Jonny și Hadji pleacă la New Jersey, pentru a investiga diavolul de Jersey. Apoi, descoperă o dispută veche de 200 de ani dintre descendenții armatei britanice și ai Minutemen, în legătură cu copia originală a Declarației de independență a S.U.A. |                                     |                    |                  |
| 18 | „Heroes”                            | 18 septembrie 1996 | H00616-94025     |
| Chiar dacă i s-a spart capul, recuperarea statuii lui Apollo din Grecia de Întreprinderea "Quest" vestește o descoperire arheologică deosebită—ce, cu siguranță, a captat interesul lui Jeremiah Surd, care are planurile lui de a se folosi de monument. |                                     |                    |                  |
| 19 | „The Ballad of Belle Bonnet”        | 19 septembrie 1996 | H00616-94011     |
| Mai demult, o tâlhară a furat o trăsură încărcată cu aur, pentru a ajuta o școală de indieni să-și mențină porțile deschise, însă galbenii – și tâlhara – au dispărut în cavernele întinse de sub pustiul american. Jonny află că stafia ei încă păzește marfa. |                                     |                    |                  |
| 20 | „In the Darkness of the Moon”       | 23 septembrie 1996 | H00616-94020     |
| Un atac de vârcolac din nordul Canadei obligă echipa Quest să investigheze. Race se îndrăgostește de o femeie doctor frumoasă și retrasă din societate, care, până la urmă, demonstrează că e ultima descendentă a unei familii de vârcolaci. |                                     |                    |                  |
| 21 | „The Secret of the Moai”            | 24 septembrie 1996 | H00616-94046     |
| Thousands of years ago, the missing link between apes and humans was engineered by aliens possessing auditory DNA-altering technology. When Dr. Quest locates an alien ship in Easter Island, Surd experiments in devolution and turns Dr. Quest and Race Bannon into apes. |                                     |                    |                  |
| 22 | „Expedition to Khumbu”              | 25 septembrie 1996 | H00616-94006     |
| Trădat de un coleg de muncă care vrea ca numai el să fie lăudat c-a demonstrat existența yeti-ului, dr. Quest e dat dispărut într-o avalanșă din munții Nepalului; când familia lui începe să-l caute, sunt amenințați că vor avea parte de aceeași soartă. |                                     |                    |                  |
| 23 | „Ice Will Burn”                     | 26 septembrie 1996 | H00616-94028     |
| În timp ce se afla într-o misiune de a trimite materiale și provizii pentru dr. Quest, aflat în Siberia, Jessie Bannon, cu tot cu avionul lui Quest, se prăbușește, spărgând gheața, ajungând într-o lume subterană vastă, unde e aclamată ca cea care va restabili căldura vulcanului. |                                     |                    |                  |
| 24 | „Future Rage”                       | 29 octombrie 1996  | H00616-94019     |
| Ezekiel Rage fură un dispozitiv termonuclear compact, dorind să-l utilizeze pentru a topi calotele polare. Echipa pleacă cu ajutorul Questsled-ul, pentru a-i zădărnici planul, fără a băga de seamă că Aurora boreală de pe cer le-ar putea fi o armă de nădejde. |                                     |                    |                  |
| 25 | „Alligators and Okeechobee Vikings” | 1 noiembrie 1996   | H00616-94010     |
| Vikingii în haine de aligator, despre care se crede că sunt eco-teroriști, asediază o instalație de foraj, ceea ce generează o anchetă din partea doctorului Quest. După ce Jonny și Hadji sunt dați dispăruți, în urma unui incident cu hidroglisorul, află că vikingii reprezintă o năpastă mai mică decât credea inițial.                                                                                             |                                     |                    |                  |
| 26 | „To Bardo and Back”                 | 2 ianuarie 1997    | H00616-94039     |
| By watching Jonny practice, Surd learns that the team will be attending a rodeo and uses a mad bull to seriously injure Race. The stakes are increased when Dr. Quest attempts to miraculously repair the damage in Questworld. |                                     |                    |                  |

### Sezonul 2
| Nr. | Titlu                     | Data difuzării    | Cod de producție |
| --- | ------------------------- | ----------------- | ---------------- |
| 27 | „The Mummies of Malenque” | 11 decembrie 1996 | H00616-94049     |
| Race și echipa călătoresc la Columbia, pentru a o lua înapoi acasă pe Jessie, aflată în vacanță cu mama ei, Estella. Ea a făcut cercetări despre civilizația stinsă Malenque—a cărei mumii dețin un secret înfricoșător. |                           |                   |                  |
| 28 | „Rock of Rages”           | 12 decembrie 1996 | H00616-94051     |
| The Quest team journeys to the Czech Republic to help translate an artifact that's supposed to be the key to controlling a Golem. They run afoul of an ex-KGB operative who's determined to reactivate the Golem to overthrow the government. |                           |                   |                  |
| 29 | „Bloodlines”              | 13 decembrie 1996 | H00616-94050     |
| Following clues of disturbing childhood memories, Hadji, Race, Jonny and Jessie fly to Calcutta to find Pasha Peddler. They discover that his shop has been trashed by Thugs, and the resulting pursuit reveals the truth about Hadji's lineage. |                           |                   |                  |
| 30 | „Race Against Danger”     | 16 decembrie 1996 | H00616-94052     |
| Race Bannon și echipa vizitează poligonul de antrenament "Intelligence One", pentru a inspecta o tehnologie nouă, pe bază de câmp ce te face invizibil. Însă, când un dușman vechi își face apariția, Jonny și Race traversează poligonul de antrenament presărat cu obstacole pentru a-și salva viața. |                           |                   |                  |
| 31 | „The Dark Mountain”       | 17 decembrie 1996 | H00616-94008     |
| Is Bigfoot on the loose in the Quest compound? More importantly, why is he stealing electronic components? The Quest team has to find the answers before a couple of big-game hunters bag themselves an exotic trophy. |                           |                   |                  |
| 32 | „Cyberswitch”             | 18 decembrie 1996 | H00616-94009     |
| În timp ce se află la volanul mașinii inteligente a lui Race, el și Jonny sunt capturați și duși la Jeremiah Surd, a cărui invenție nouă și subtilă îi permite să preia controlul trupului lui Race. Poate fi dr. Quest prevenit la timp, darămite să inverseze procedura ? |                           |                   |                  |
| 33 | „Undersea Urgency”        | 19 decembrie 1996 | H00616-94012     |
| Un cutremur subteran eliberează o hoardă de amfibieni sângeroși, care se avântă la o unitate de cercetare științifică subacvatică aproape complet construită. |                           |                   |                  |
| 34 | „Nemesis”                 | 20 decembrie 1996 | H00616-94022     |
| Dr. Zin returns and subverts Dr. Benton Quest's satellite design to hold the world for ransom. |                           |                   |                  |
| 35 | „DNA Doomsday”            | 23 decembrie 1996 | H00616-94024     |
| În timpul unei simulări, pentru a testa capacitatea de apărare a unei unități militare, un bio-computer a scăpat de sub control. |                           |                   |                  |
| 36 | „Ghost Quest”             | 25 decembrie 1996 | H00616-94026     |
| Mergând la Nova Scotia, la bordul navei noi Questor II, Jonny, Jessie și Hadji descoperă o insulă misterioasă, învăluită de ceață, acolo aflându-se un îngrijitor ciudat, un fenomen supranatural și un trecut tragic. |                           |                   |                  |
| 37 | „Nuclear Netherworld”     | 26 decembrie 1996 | H00616-94023     |
| În vizită la Doug, bunicul lui Jonny, și la ferma lui de vite, Jonny și Hadji descoperă că vreun experiment de la un biodom din preajmă e, de fapt, un pretext invocat de o unitate care face arme pe bază de uraniu. |                           |                   |                  |
| 38 | „Eclipse”                 | 27 decembrie 1996 | H00616-94030     |
| Echipa ajunge la New Orleans, pentru a urmări eclipsa de lună. Planurile lor se schimbă când o femeie misterioasă, hăituită de străini înarmați cu gloanțe de argint, îl vrăjește pe Hadji și-i propune să-și aducă prietenii la vila ei. (Elementele acestui episod au fost reutilizate de la un episod neterminat de la Swat Kats, de redactorii Glenn Leopold și Davis Doi; unele părți au fost reutilizate pentru filmul direct-pe-DVD Scooby-Doo pe Insula Zombie.) |                           |                   |                  |
| 39 | „Without a Trace”         | 30 decembrie 1996 | H00616-94034     |
| Avionul "Air Force One" a fost deturnat și guvernul l-a arestat pe dr. Quest, considerându-l suspect primar. Jonny și prietenii lui se străduiesc să găsească avionul și să dejoace planul lui Surd, care e înarmat cu invenția lui vestită, gazul toxic, dar și cu șmecherii din Questworld. |                           |                   |                  |
| 40 | „Village of the Doomed”   | 31 decembrie 1996 | H00616-94031     |
| În timp ce șofează prin Anglia, călătorind pentru a pescui, Jonny și dr. Quest sunt atacați de un nebun, care are un microcip implantat în gât. Se odihnesc, apoi, în târgul liniștit Wychford, fiind sub supravegherea inventatorului cipului... |                           |                   |                  |
| 41 | „Dark Sentinel”           | 10 februarie 1997 | H00616-94029     |
| In Cameroon, Dr. Quest hopes to learn more about a restorative tree sap threatened by loggers. All parties are put in danger when a researcher's son goes unconscious and an ancient tribe's guardian appears. |                           |                   |                  |
| 42 | „Other Space”             | 11 februarie 1997 | H00616-94027     |
| With the help of Dr. Quest's theories, professor Diana Cruz has opened a portal to another dimension. When the team arrive to evaluate the findings, otherworldly interlopers appear to stake their claim on Earth. |                           |                   |                  |
| 43 | „Digital Doublecross”     | 12 februarie 1997 | H00616-94035     |
| Nemulțumiți de întrecerea cu Hoverboard-ul, Jonny și Jessie încarcă jocul de Questworld "Mega Quest" (Marea aventură), pentru a hotărî definitiv cine e câștigătorul. Dar când un virus adormit, băgat de Surd în sistem, face ca jocul s-o ia razna, nimic nu mai e distractiv sau de glumit. |                           |                   |                  |
| 44 | „Thoughtscape”            | 13 februarie 1997 | H00616-94033     |
| Interceptată de Surd când se întorcea acasă de la cinematograf, Jessie nu se mai controlează și strică tot ce-i iese în cale la casa lui Quest, până ce leșină. Ar putea Jonny și dr. Quest opri spălarea la creier făcută la nivel de subconștient sau Surd, în sfârșit, se va putea răzbuna ? |                           |                   |                  |
| 45 | „The Bangalore Falcon”    | 14 februarie 1997 | H00616-94037     |
| Visiting Hadji, the team are taken for a ride in Pasha's new helicopter; they spot a rare falcon thought to be extinct. A burglary at the palace proves they're not the only ones interested in the bird or its mystical homeland. |                           |                   |                  |
| 46 | „Diamonds and Jade”       | 14 martie 1997    | H00616-94032     |
| A famous Indonesian gem goes missing and three jewel buyers turn up dead. Race, Jonny, and Jessie hit the streets of Djakarta with Jezebel Jade to recover the prize; their opponents are not the thieves, but the shadow they cast. |                           |                   |                  |
| 47 | „The Edge of Yesterday”   | 17 martie 1997    | H00616-94041     |
| Ezekiel Rage dooms the world to destruction when he plants a thermonuclear bomb two miles within the Earth's crust. With the apocalypse nearing, Jonny, Jessie, and Hadji resort to Dr. Quest's last-ditch program, "Rachel"—a time portal. |                           |                   |                  |
| 48 | „The Haunted Sonata”      | 18 martie 1997    | H00616-94042     |
| Jonny și Jessie participă la un recital al creației lui Franz Duncek, ce are loc la Praga, unde un pian posedat cade peste public. O sonată, pierdută inițial, e găsită în catacombele palatului, curând după aceea, dar galeriile de acolo dețin un secret teribil... |                           |                   |                  |
| 49 | „General Winter”          | 26 martie 1997    | H00616-94043     |
| Communist visionary General Vostok returns, seeking to harness the power of winter itself. With the power of ice, he forces Dr. Quest to build the perfect weapon; can Jonny infiltrate his base and escape Vostok's chilling grip? |                           |                   |                  |
| 50 | „Night of the Zinja”      | 14 aprilie 1997   | H00616-94045     |
| Upon his deathbed, Dr. Zin commands his daughters to carry out his dream and eliminate the Quest family. The operation begins when an android assaults Race and the team in Tokyo to recover Dr. Quest's movement prototypes. It is revealed, however, that this was simply a set-up to test his daughters' abilities in the event of his passing (In this episode, it is unclear whether or not Dr. Zin actually died due to his appearance in the very next episode).  |                           |                   |                  |
| 51 | „The Robot Spies”         | 15 aprilie 1997   | H00616-94048     |
| Dr. Zin revives his Robot Spies and ravages the Quest Compound, abducting Jonny, Jessie, and her mother Estella in the process. Dr. Quest and Race team up with Jade to infiltrate his lair, but their arrival is well anticipated. |                           |                   |                  |
| 52 | „More Than Zero”          | 16 aprilie 1997   | H00616-94047     |
| Race, Dr. Quest, Jonny and Hadji travel to a Venetian mansion to authenticate the claims and machinery of paranormal scientists. The situation turns dire when the machine accidentally empowers a malevolent entity. |                           |                   |                  |